# ایوان زاراندونا
ایوان زاراندونا (انگلیسی: Iván Zarandona؛ زادهٔ ۳۰ اوت ۱۹۸۰) بازیکن فوتبال اهل اسپانیا است.
از باشگاه‌هایی که در آن بازی کرده‌است می‌توان به باشگاه فوتبال لوگو، باشگاه فوتبال رایو وایکانو، باشگاه ورزشی رئال مایورکا، باشگاه فوتبال زامورا، باشگاه فوتبال رئال بتیس، باشگاه فوتبال رئال وایادولید، باشگاه فوتبال هنگ کنگ رنجرز، و باشگاه فوتبال لگانس اشاره کرد.
وی همچنین در تیم‌های ملی فوتبال زیر ۱۸ سال اسپانیا و گینه استوایی بازی کرده‌است.